# In Satan’s Name. The Definitive Collection
In Satan's Name. The Definitive Collection – podwójny zestaw dysków zawierający wybrane nagrania brytyjskiej progresywnej grupy Atomic Rooster.
Zestaw ten został wydany przez firmę Recall, filię Snapper Music w 1997 r.

## Muzycy
- Vincent Crane – instrumenty klawiszowe, głównie organy
- Nick Graham – gitara basowa, wokal
- Carl Palmer – perkusja
- John Du Cann (John Cann) – gitara, wokal
- Paul Hammond – perkusja
- Pete French – wokal
- Steve Bolton – gitara
- Rick Parnell – perkusja
- Chris Farlowe – wokal
- Johnny Mandala, czyli (John Goodsall) – gitara

## Utwory

### Dysk 1
1. Banstead (Crane/Palmer/Graham) [3:35]
2. And so to Bed (Crane) [4:13]
3. Friday 13th (Crane) [3:32)
4. Broken Wings (Grun/Jerome) [5:49]
5. Tomorrow Night (Crane) [4:00]
6. Play the Game (Cann) [4:41]
7. VUG (Crane) [5:01]
8. Sleeping for Years (Cann) [5:29]
9. Death Walks Behind You (Cann/Crane) [7:22)
10. The Devil's Answer (Crane) [3:29]
11. The Rocks (Crane) [4:33]
12. Breakthrough (Darnell/Crane) [6:18]
13. Break the Ice (Cann) [5:06]
14. A Spoonful of Bromide Helps the Pulse Rate go Down (Crane) [4:37]

### Dysk 2
1. Stand By Me (Crane) [3:50]
2. Never to Lose (Bolton) [3:20]
3. Don't Know What Went Wrong (Crane) [4:02]
4. Space Cowboy (Bolton) [3:23]
5. People You Can't Trust (Crane) [3:55]
6. All in Satan's Name (Parnell) [4:46]
7. Close Your Eyes (Crane) [3:50]
8. Save Me (Crane) [3:17]
9. Can't Find a Reason (Crane) [4:29]
10. Ear in the Snow (Crane) [6:15]
11. All Across the Country (Crane) [5:11]
12. Voodoo in You (Avery) [7:07]
13. Goodbye Planet Earth (Mandala) [4:10]
14. Satan's Wheel (Crane) [6:34]

## Opis płyty
Dysk 1
- Utwory 1, 2, 3, 4 - album Atomic Rooster
- Utwory 5, 7, 8, 9 - album Death Walks Behind You
- Utwory 11, 11, 12, 13, 14 - album In Hearing of...
- Utwór 6 - strona B singla Tomorrow Night
- Utwory wydane na licencji z Trojan Recordings Ltd.

Dysk 2
- Utwory 1, 2, 3, 4, 5, 6, 7 - album Made in England
- Utwory 8, 9, 10, 11, 12 - album Nice 'n' Greasy
- Utwory 13, 14 - dodatkowe utwory na CD Made in England.
- Utwory wydane na licencji z Castle Copyrights Ltd.

- Numer katalogowy: SMD CD 128